# The Amityville Asylum
The Amityville Asylum é um filme de terror lançado diretamente em vídeo de 2013. Foi escrito, produzido e dirigido por Andrew Jones e as estrelado por Sophia Del Pizzo, Sarah Louise Madison e Eileen Daly. Foi lançado em 3 de junho de 2013 e lançado em DVD em 2 de outubro de 2013. O filme foi lançado na Alemanha em 2013 em Blu-ray e DVD pela Paragon como The Nesting 2: Amityville Asylum.
É o décimo primeiro filme baseado na franquia filmes de Amityville.

## Sinopse
Lisa Templeton começa um novo emprego como faxineira no High Hopes Hospital, uma instituição mental em Amityville, Long Island. Inicialmente feliz por conseguir o emprego, Lisa logo percebe que nem tudo é o que parece. Intimidada pela equipe e pelas divagações psicóticas dos pacientes, ela fica ainda mais nervosa com aparentes ocorrências supernaturais no turno da noite.

## Elenco
- Sophia Del Pizzo como Lisa Templeton
- Sarah Louise Madison como Allison
- Eileen Daly como Sadie Krenwinkel
- Kenton Hall como Pemberton
- Lee Bane como Delaney
- Matthew Batte como Dennis Palmer
- Paul Kelleher como Hardcastle
- Jared Morgan como médico Elliot Mixter
- Andy Evason como Atkins
- Liam Hobbs como Interno #3
- Robert Graham como médico #1
- Sean Robinson como Interno
- Carwyn John como Interno #2
- Judith Haley como Sra. Hardesty
- Ina Marie Smith como Nancy